# Chiesa di San Lorenzo (Beverino)
La chiesa di San Lorenzo è un luogo di culto cattolico situato nella frazione di Padivarma, in località Oltre Vara, nel comune di Beverino, in provincia della Spezia. La chiesa è sede della parrocchia omonima nel Vicariato della Bassa Val di Vara della diocesi della Spezia-Sarzana-Brugnato.

## Storia
La struttura originale dell'edificio, di origini medievale, è in parte ancora visibile nelle fondamenta. La lunetta posta sul portale datata al XII secolo e il bassorilievo risalente al VII o VIII secolo raffigurante il santo titolare conservato all'interno fanno pensare all'esistenza in passato di una comunità religiosa molto organizzata, non dipendente da alcuna pieve ma posta direttamente alle dipendenze del Vescovo di Luni. Il rimaneggiamento del complesso visibile oggi venne attuato nel XVII secolo.

## Descrizione
La chiesa, rientrante nel Catalogo dei Beni Culturali Italiani, è posta nella località di Oltre Vara, fungendo da parrocchiale anche per la vicina Padivarma e per le località di Case Lodola e Stagnedo.

### Esterno
La facciata è caratterizzata dalla presenza di lesene che tripartiscono il paramento murario, oltre alla bicromia determinata dal colore in contrasto con gli altri elementi della facciata. Sotto la cornice aggettante si notano dei dentelli che seguono l'andamento a facciata della capanna, sulla quale sono posti tre rosoni di cui il principale, quello centrale, risulta più ampio rispetto agli altri due. La chiesa e la canonica sono accorpate in una struttura ad "L", al centro della quale svetta il settecentesco campanile.

### Interno
L'aula è tripartita con la presenza di quattro colonne con capitelli che organizzano lo spazio in tre navate con volta a crociera. Il presbiterio, sopraelevato tramite tre scalini e separato dall'aula per mezzo di una balaustra, presenta l'altare barocco realizzato con marmi di reimpiego. All'estremità delle due navati laterali sono posti due piccoli altari di gusto barocco.